# Psammocora albopicta
Psammocora albopicta là một loài san hô trong họ Siderastreidae. Loài này được Benzoni, mô tả khoa học năm 2006.